# Charley Eckman
Charles Markwood "Charley" Eckman jr. (nacido el 10 de septiembre de 1921 en Baltimore (Maryland) y fallecido en la misma ciudad el 3 de julio de 1995) fue un entrenador, árbitro y comentarista de baloncesto estadounidense que dirigió durante cuatro temporadas equipos en la NBA y ejerció como árbitro durante 29 años.

## Trayectoria deportiva

### Entrenador
A los 32 años, en 1954, fue contratado como entrenador de los Fort Wayne Pistons de la NBA sin haber dirigido con anterioridad a ningún otro equipo. Y en su primera temporada llevó al equipo a disputar las Finales, cayendo en el séptimo y definitivo partido ante Syracuse Nationals. Ese año además fue elegido entrenador de la Conferencia Oeste en el All-Star Game.
El año siguiente la historia se repitió. Eckman volvió a llevar a su equipo a disputar las Finales, en las que cayeron ante Philadelphia Warriors, y nuevamente dirigió a la Conferencia Oeste en el All-Star Game, logrando en esta ocasión la victoria.
Dirigió temporada y media más al equipo, el último año ya como Detroit Pistons, hasta ser cortado tras los primeros 25 partidos, y sustituido por Red Rocha.

### Árbitro
Su carrera en el arbitraje comienza con anterioridad a la de entrenador. En 1947 comenzó su andadura en el ámbito profesional pitando partidos de la BAA, logrando el status de profesional en 1950, siendo elegido ese año por una publicación especializada como el número 1. En 1951 fue uno de los dos árbitros que dirigieron el All-Star Game de la NBA.
Tras su paso por los banquillos, regresó al arbitraje en 1964, pitando en la Atlantic Coast Conference de la NCAA, la liga universitaria, donde permaneció durante 8 temporadas.